# روز ملی خورشید

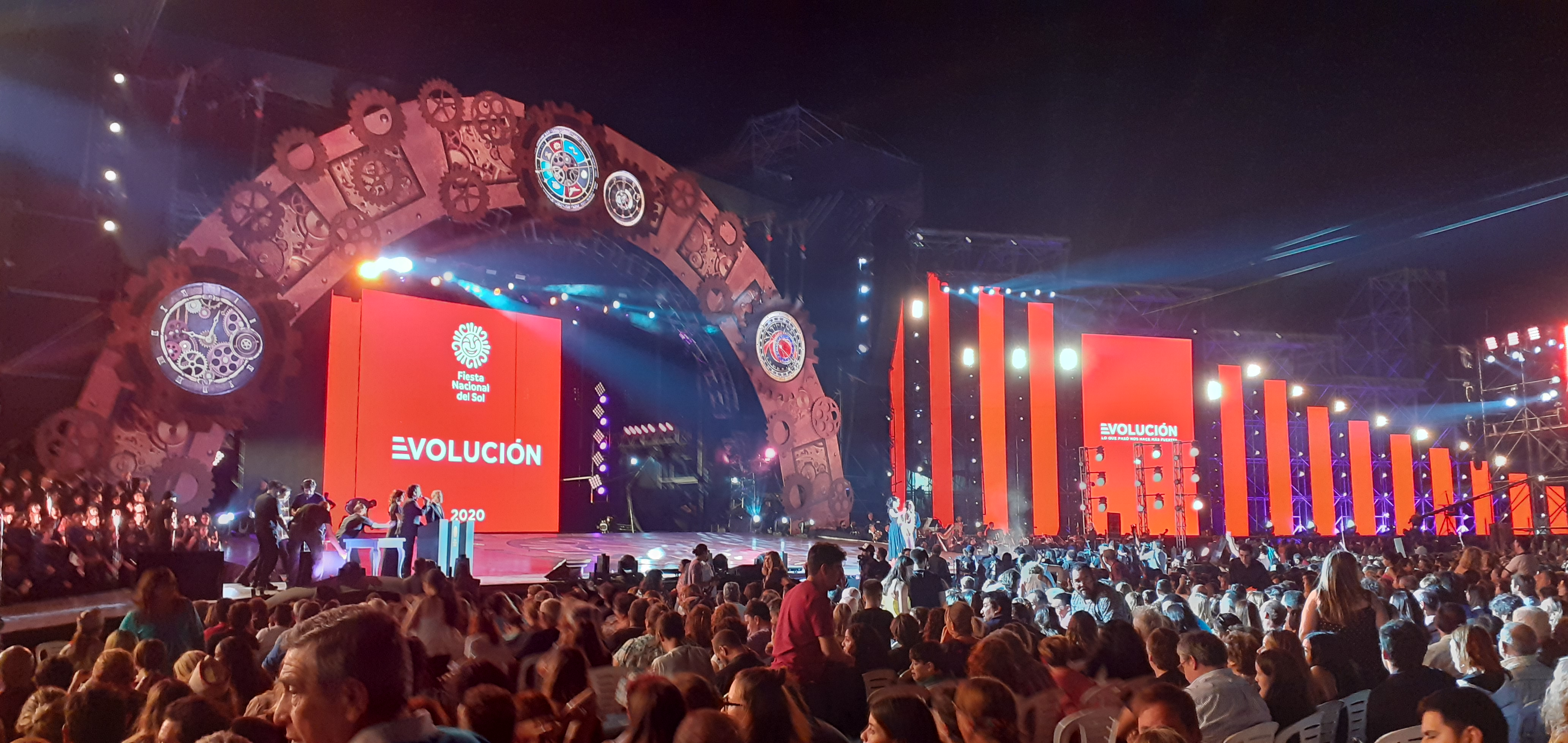
روز ملی خورشید

روز ملی خورشید (به زبان اسپانیایی: Fiesta Nacional del So) جشن سالیانه ای در شهر سان خوآن آرژانتین و در مناطق دیگر استان سان خوآن در ماه فوریه برگزار می‌شود.

## تاریخچه
برای نخستین بار این جشنواره در سال ۱۹۷۲ به همت مدیر گردشگری وقت استان سان خوآن برگزار شد و در سال ۱۹۹۳ به عنوان روز ملی خورشید ثبت شد.

## بخش‌های جشنواره
این جشن‌ها معمولاً تا پنج روز ادامه دارد.

### نمایشگاهآشپزی
سالن نمایشگاه مسابقات سه روزه غذا در محدوده سان خوآن برگزار می‌شود. علاوه بر این، یک نمایشگاه از گیاهان و صنایع دستی وجود دارد. نهادهای منطقه ای و ملی نیز گردشگری را مدیریت می‌کنند و هر روز در سطح ملی و استان‌ها عملکرد گروه‌ها را تماشا می‌کنند.

### بخش نهایی
این رویداد یک نمایش با نور و صدای بسیار زیاد است، که بین ۸۰۰ تا ۱۰۰۰ هنرمند روی صحنه می‌روند. در این مراسم به انواع نوشیدنی‌ها و شراب، انواع غذاها و نیز آداب و رسوم تاریخی استان پرداخته می‌شود.
این جشنواره با یک نمایش آتش بازی چشمگیر، که تقریباً ۴۰ دقیقه به طول می‌انجامد با رقص و موسیقی به پایان می‌رسد.